# Living the Blues
Living the Blues är ett musikalbum av Canned Heat lanserat i oktober 1968 som dubbel-LP på Liberty Records. Skivan innehåller en av gruppens stora hitsinglar, "Going Up the Country", samt en 40 minuter lång liveinspelning från Kalifornien kallad "Refried Boogie" som ursprungligen tog upp båda skivsidor på LP 2. John Mayall gästar på piano på två av albumets låtar.

## Låtlista
1. "Pony Blues" - 3:48
2. "My Mistake" - 3:22
3. "Sandy's Blues" - 6:46
4. "Going Up the Country" - 2:50
5. "Walking by Myself" - 2:29
6. "Boogie Music" - 3:19
7. "One Kind Favor" - 4:43
8. "Parthenogenesis" (medley) - 19:57
9. "Refried Boogie" - 40:51

## Listplaceringar
- Billboard 200, USA: #18[1]